# Polo aquático nos Jogos Pan-Americanos de 1975
As competições de polo aquático nos Jogos Pan-Americanos de 1975 foram realizadas na Cidade do México, México. O torneio foi disputado apenas entre homens. Esta foi a sétima edição do esporte nos Jogos Pan-Americanos.
| Evento                  | Ouro       | Prata              | Bronze   |
| ----------------------- | ---------- | ------------------ | -------- |
| Polo aquático masculino | MEX México | USA Estados Unidos | CUB Cuba |

- Pan American Games water polo medalists on HickokSports